# Герра, Рохелио
Ильдегардо Франсиско Герра Мартинес (исп. Hildegardo Francisco Guerra Martinez, более известный как Рохелио Герра (исп. Rogelio Guerra); 8 октября 1936, Агуаскальентес, Мексика — 28 февраля 2018, Мехико, Мексика) — мексиканский актёр театра и кино, а также мастер дубляжа.

## Биография
Родился 8 октября 1936 года в Агуаскальентесе. Снимался с 1958 по 2013 год. Сначала играл в театре в пьесах, а с 1963 года дебютировал и в кинематографе. За свою долгую плодотворную жизнь и карьеру он снялся в 101 работах в кино, среди которых присутствуют и теленовеллы. Владел испанским и английским языками, вследствие этого первые мексиканские фильмы, сыгранные им и проданные в Голливуд, он переозвучил на английский язык сам без помощи актёров дубляжа. В кино снимался не только у себя на родине в Мексике, но и в США, а также играл в театральных мексиканских пьесах вместе с выдающимися комиками Кантинфласом и Луис Фелипе Товаром. Настоящая слава к актёру пришла в 1979 году, когда режиссёр Фернандо Чакон пригласил его в культовый телесериал «Богатые тоже плачут», где ему доверили главную роль Луиса Альберто Сальватьерры. После этой премьеры актёр стал мировой знаменитостью, а в 1992 году после премьеры телесериала «Богатые тоже плачут» в РФ, он стал известен и в России, и зрители поверили герою Луису Альберто и в него влюбились. В 2013 году после выхода телесериала «То, что жизнь у меня украла», он решил оставить кинематограф и посвятить свою жизнь любимому театру, занимался ваянием скульптурных композиций, а также вёл курсы актёрского мастерства как для детей, так и для взрослых.
Скончался 28 февраля 2018 года в Мехико от остановки сердца.

## Личная жизнь
Рохелио Герра был женат на Марибель Роблес.

## Фильмография

### Сериалы

#### Televisa
- 1964 — Грозовой перевал
- 1966 — Любовь и высокомерие
- 1966 — Сильнее, чем твоя любовь
- 1967 — Дом зверей
- 1974 — Злоумышленница — Габино
- 1975 — Беззащитный
- 1976 — Бандиты с замёрзшей реки — Хуан Робреньо
- 1977 — Месть — султан де Оман.
- 1978 — Доменика Монтеро — Хосе Мария Роблес
- 1979 — Богатые тоже плачут — Луис Альберто Сальватьерра Исагирре (дубл. Алексей Борзунов)
- 1982 — Ванесса — Пиерре де Сайнт-Хермайн
- 1983 — Амалия Батиста — Хосе Роберто
- 1984 — Искорка — Эстебан
- 1984 — Принцесса — Сантьяго
- 1985 — Пожить немножко — Грегорио Мериса Обергин
- 1987 — Потерянные годы
- 1989 — Белые ангелы — Хорхе
- 1993 — Бедные родственники — Рамиро Сантос
- 1995 — Мария Хосе — Рауль Альмасан
- 2008 — Завтра — это навсегда — Артемио Браво

#### TV Azteca
- 1996 — Без права на любовь — Комендант Фернандо Гомес Миранда
- 1998 — Асуль Текила — Адольфо Берриосабаль
- 2000 — Женщина с характером — Леонардо Прадо

#### Telemundo
- 2004 — Сапата: Любовь по умолчанию — Эухенио Эскандон

## Театральные пьесы
- 1966 — Гамлет Уильяма Шекспира
- 1981 — Маленький принц
- 2005 — Гамлет
- 2008 — Пиноккио Карло Коллоди
- 2012 — Панорама с моста Артура Миллера

## Награды и премии

### TVyNovelas
Актёр Рохелио Герра 5 раз был номинирован на премию, однако ни разу он не победил.
| Год  | Категория                 | Телесериал            | Итоги     |
| ---- | ------------------------- | --------------------- | --------- |
| 1983 | Лучший злодей             | Ванесса               | Номинация |
| 1986 | Лучшая главная роль       | Пожить немножко       | Номинация |
| 1991 | Лучшая главная роль       | Белые ангелы          | Номинация |
| 2010 | Лучшая отрицательная роль | Завтра — это навсегда | Номинация |
| 2012 | Лучший ведущий актёр      | Рафаэла               | Номинация |